# غراهام كتشنر
غراهام كتشنر (بالإنجليزية: Graham Kitchener)‏ هو لاعب اتحاد الرغبي بريطاني، ولد في 29 سبتمبر 1989 في بروملي ‏ في المملكة المتحدة.

## وصلات خارجية
- غراهام كتشنر على موقع دوري الرغبي الممتاز (الإنجليزية)
- غراهام كتشنر عل موقع إسبنسكروم (الإنجليزية)
- غراهام كتشنر على موقع ItsRugby.co.uk (الإنجليزية)